# Danah Boyd
Danah Boyd, geborene Danah Michele Mattas (* 24. November 1977 in Altoona, Pennsylvania), Eigenschreibweise: danah boyd, ist eine US-amerikanische Medienwissenschaftlerin und Sozialforscherin, deren Arbeit sich im Schnittpunkt von Technologie, Politik und Gesellschaft bewegt. Boyd ist leitende Wissenschaftlerin bei Microsoft Research, Associate Professor für Media, Culture, and Communication an der New York University und Fellow am Berkman Center for Internet & Society der Harvard University. Seit 2013 ist sie Präsidentin des Data & Society Research Institute in New York.

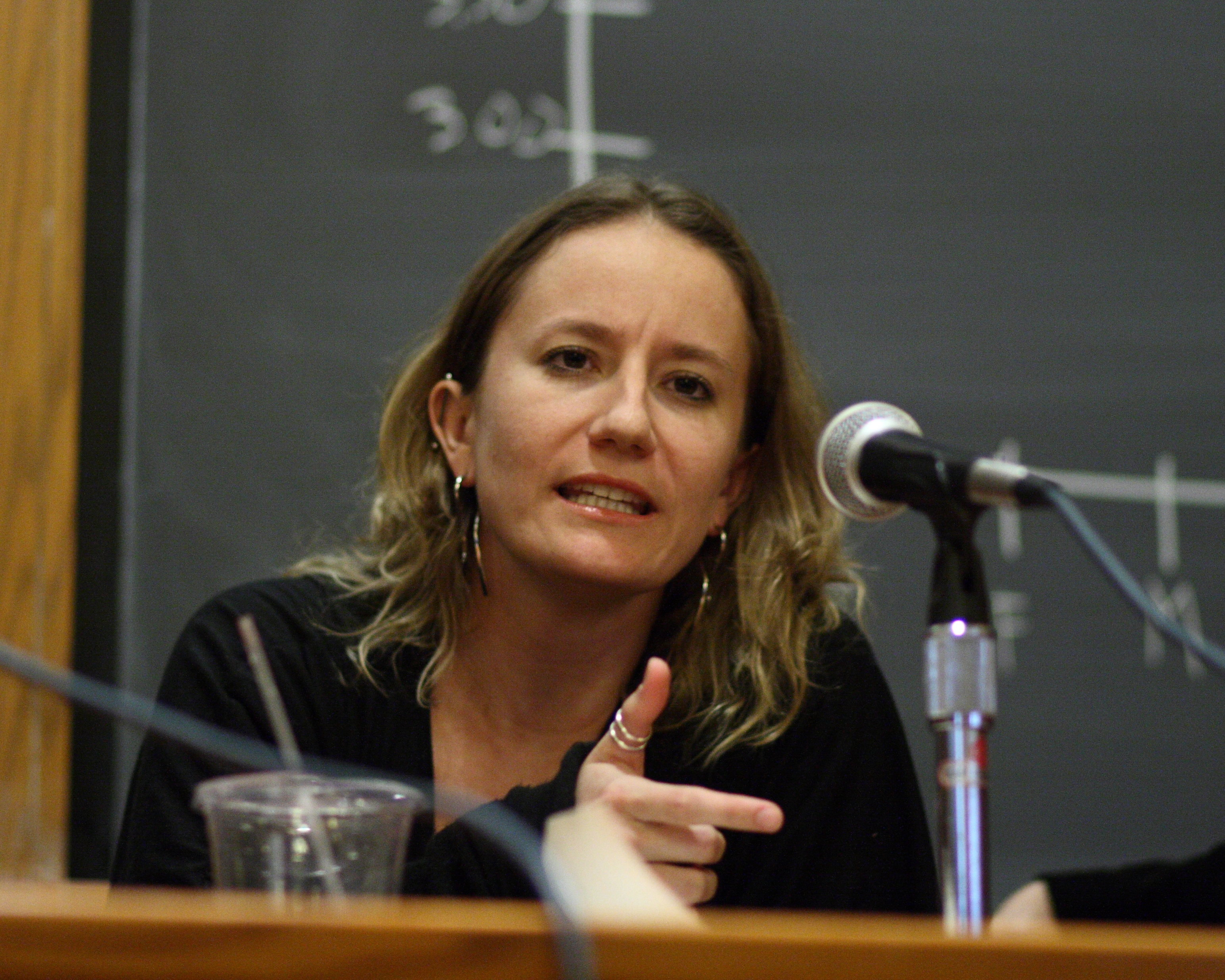
Danah Boyd (2009)

## Leben
Danah Boyd wurde in Altoona, Pennsylvania als Danah Michele Mattas geboren. An der Universität änderte sie ihren Nachnamen in Boyd, dem Familiennamen ihres Großvaters.
Boyd wünscht, dass ihr Name kleingeschrieben werde, wie sie ihn 2000 offiziell ändern ließ.
Im Mai 2018 hielt sie den Eröffnungsvortrag der re:publica.

## Ausbildung
- 2000: B. A. in Informatik an der Brown University
- 2002: M. A. in Media Arts and Sciences am Massachusetts Institute of Technology
- 2008: Ph. D. an der University of California, Berkeley School of Information

## Forschung
Danah Boyd beschäftigt sich mit dem Onlineverhalten von Jugendlichen, der Öffentlichkeit und Privatsphäre in Zeiten des Internets sowie den gesellschaftlichen und methodologischen Implikationen von Big Data. In ihrem bekannten Aufsatz „Why Youth (Heart) Social Network Sites: The Role of Networked Publics in Teenage Social Life“ argumentiert Boyd, dass Jugendliche sich in sogenannten Netzwerköffentlichkeiten bewegen. Diese unterschieden sich in vier Dimensionen von traditionellen Öffentlichkeiten:
1. Äußerungen und Inhalte sind dauerhaft verfügbar,
2. sie sind durchsuchbar,
3. können so einfach und schnell kopiert werden, dass sich nicht zwischen Original und Kopie unterscheiden lässt und
4. Teilnehmer dieser Öffentlichkeiten interagieren mit einer unsichtbaren Zuhörerschaft.

Boyd setzt sich für eine kritische Betrachtung von Big Data ein. So folgerte sie 2010:
- Größere Datenmengen bedeuten nicht zwangsläufig auch eine bessere Datenqualität.
- Nicht alle Daten sind gleichermaßen wertvoll und nützlich.
- „Was“ passiert und „warum“ etwas passiert, sind zwei unterschiedliche Fragen, die nicht über einen Kamm geschert werden dürfen.
- Bei Interpretationen von Ergebnissen muss Vorsicht geboten sein.
- Nur weil Daten verfügbar sind, ist ihre Nutzung und Auswertung nicht zwangsläufig ethisch korrekt.

## Auszeichnungen
Die Zeitschrift Time zählte Boyd 2013 zu den 40 einflussreichsten Denkern im Bereich Technologie. Foreign Policy reihte Boyd unter die „Top 100 Global Thinkers“ im Jahre 2012 ein. Als Begründung gab das Magazin an, Boyd habe gezeigt, dass „Big Data nicht notwendigerweise bessere Daten bedeuteten“. 2010 nannte die Zeitschrift Fortune Danah Boyd die einflussreichste Akademikerin im Bereich Technologie und Gesellschaft. Das Magazin Fast Company zählte Boyd 2009 zu den neun weiblichen Vordenkern, die unser Verständnis von Technologie verändern.

## Schriften
- It's complicated: the social lives of networked teens. New Haven: Yale 2014